# کیم جی-سوک (خواننده)
کیم جی-سوک (به انگلیسی: Kim Ji-sook) (زاده ۱۸ ژوئیهٔ ۱۹۹۰) خواننده و بازیگر اهل کره جنوبی است.